# تردمبارا
تردمبارا (به اسپانیایی: Torredembarra) یک شهرستان در اسپانیا است که در استان تاراگونا واقع شده‌است.

## خصوصیات
تردمبارا ۸٫۷ کیلومترمربع مساحت و ۱۵٬۴۰۶ نفر جمعیت دارد و ۵ متر بالاتر از سطح دریا واقع شده‌است.